# Поли-пара-ксилилен
Поли-п-ксилилен, поли-пара-ксилилен, парилен — линейный полимер п-ксилилена, термопласт, получаемый методом пиролитической полимеризации. Обладает рядом интересных свойств: устойчивость к растворителям и кислотам, высокая температура плавления, хорошие диэлектрические и барьерные свойства. Полимер и его производные находит применение как покрытие для различных изделий, особенно в электронике. Коммерческое название — Parylene N, C, D в зависимости от заместителя в бензольном кольце.

## История
Поли-п-ксилилен впервые получен в 1948 г. Шварцем путём пиролиза п-ксилола. При пиролизе образовывался очень активный интермедиат — п-ксилилен, который после осаждения на поверхность самопроизвольно полимеризовался. Недостатком такого способы являлся низкий выход полимера, не более 26 %, что связано с протеканием побочных реакций. Развитие метода синтеза Горхемом в 1965 г. привело к использованию в качестве прекурсора пара-циклофанов, пиролиз которых происходит при более низкой температуре и обладает большей селективностью:
Это расширило синтетические возможности и открыло возможность получения различных поли-п-ксилиленов с заместителем в бензольном кольце.

## Производные поли-п-ксилиленов
В качестве заместителей в бензольном кольце могут быть галогены, окси-,карбокси-,циано-группы, а также любые другие группы, устойчивые при температуре пиролиза. Также существуют полимеры, замещённые в метиленовых группах, такие как поли-α,α,α',α'-тетрахлор-п-ксилилен и поли-α,α,α',α'-тетрафтор-п-ксилилен. Наиболее широко используемый вариант — поли-хлор-п-ксилилен.
| R   | Т плав., °С |
| --- | ----------- |
| Н   | 400         |
| Cl  | 270-280     |
| Cl2 | 310-330     |
| Br  | 245-255     |
| CN  | 210         |

## Свойства

### Физические
Температура плавления поли-п-ксилилена 400 °С, температура стеклования 60-70 °С. Диэлектрическая проницаемость в диапазоне 60-106 Гц 2,65. Удельное объёмное электрическое сопротивление 1,4·1017 Ом·см
Поли-п-ксилилен и его галогенпроизводные (полихлор-п-ксилилен, полидихлор-п-ксилилен, полибром-п-ксилилен) являются высоко кристаллическими полимерами, имеются две кристаллические модификации, α и β-форма.

### Химические
Поли-п-ксилилен и его производные инертны по отношению к большинству органических растворителей, растворам кислот, щелочей и солей при нормальных условиях. Концентрированная серная кислота не оказывает заметного воздействия на поли-п-ксилилен даже при 150 °С. Полностью растворяется в α-хлорнафталине при 170 °С.

## Применение
Используется в виде капсулирующих покрытий для защиты изделий радиоэлектронной аппаратуры и микроэлектроники, работающих во влажной атмосфере, в условиях конденсированных осадков и в агрессивных средах (морской туман, кислые газы и др.). Также применяются в медицине, интегральных схемах, при разработке миниатюрных электромеханических устройств. Благодаря особенности процесса получения — газофазной полимеризации на поверхности, получаемые плёнки получаются конформными и тонкими — толщиной от десятков нм.